# 대학생 (영화)
"대학생"은 한국에서 제작된 김영효 감독의 1974년 영화이다. 유장현 등이 주연으로 출연하였고 서종호 등이 제작에 참여하였다.

## 출연

### 주연
- 유장현
- 김수아
- 장동휘